# Extraterritorialitat
L'extraterritorialitat és una ficció legal, admesa en dret internacional, per la qual un edifici o un terreny es considera, en estat estranger, com a prolongació del territori de l'estat propietari, com en el cas de les ambaixades, d'alguns consolats i, en certs aspectes, els vaixells.
Segons aquesta definició, a efectes legals aquests llocs estan exempts de complir la legislació de l'estat en què es troben emmarcats el seu territori o aigües es troben, i estan només obligats a complir aquella legislació que sigui o bé del seu estat d'origen, o bé d'acceptació internacional o interterritorial.
Durant el període imperialista els ciutadans de les grans potències tenien drets d'extraterritorialitat a la Xina i en altres estats semicolonials: només podien ser jutjats per les autoritats pròpies, i no pas per les xineses, per exemple. Les anomenades «concessions internacionals» que tenien les grans potències euròpides a la Xina eren barris amb extraterritorialitat.